# Прилиманське
Прили́манське (до 1946 року — Татарка) — село Авангардівської селищної громади у Одеському районі Одеської області в Україні. Населення становить 3852 осіб (за даними на 1 січня 2002 року).

## Назва
Свою сучасну назву село Прилиманське дістало після адміністративно-територіальних змін, які відбулися протягом 1944—1946 років (07.09.1946 с. Татарка перейменовано на с. Прилиманське). Дотепер мешканці села користуються старою назвою не менше, ніж сучасною. Отож співіснують дві назви: Татарка — Прилиманське.

## Історія

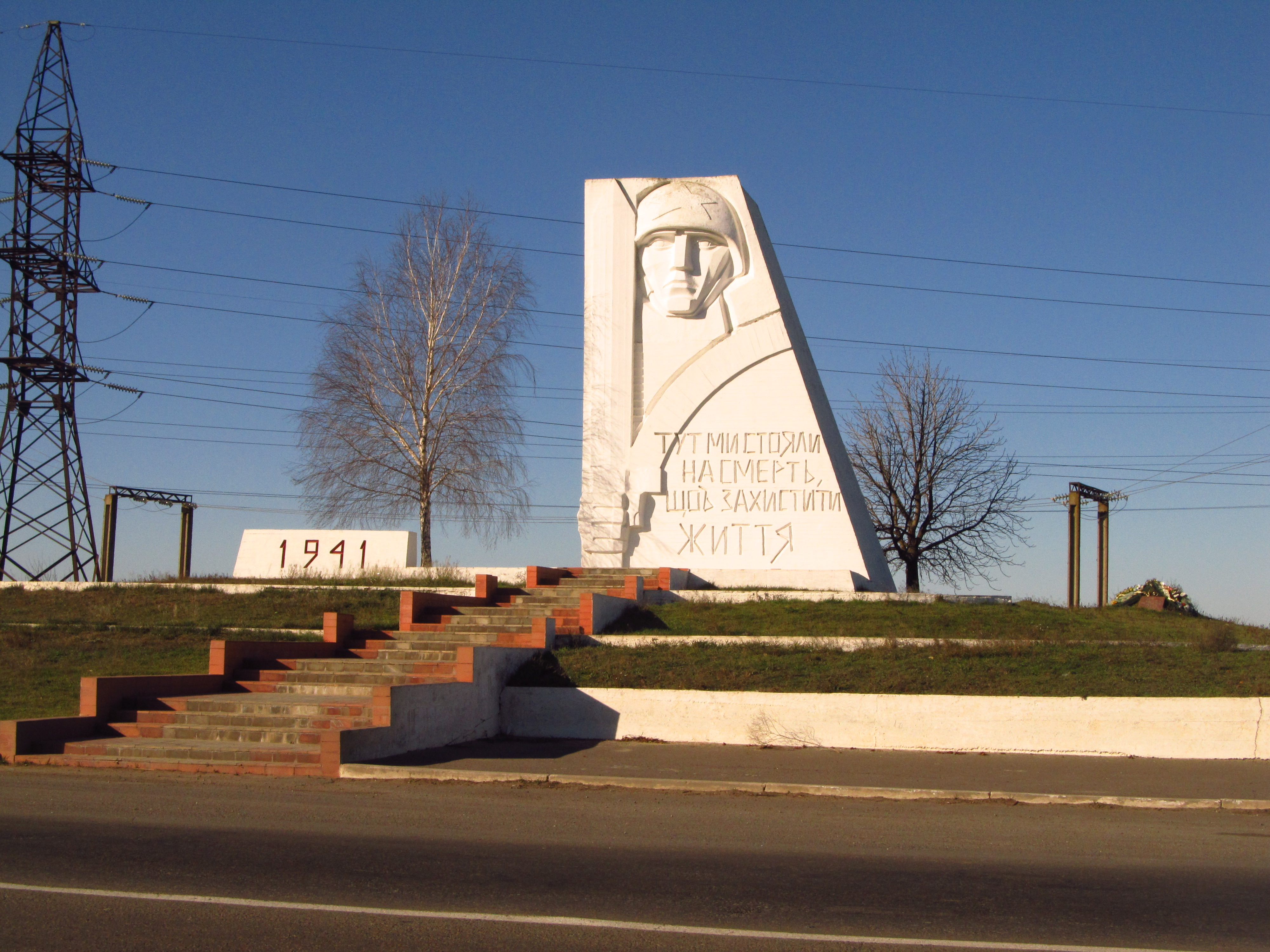
Монумент Поясу Слави

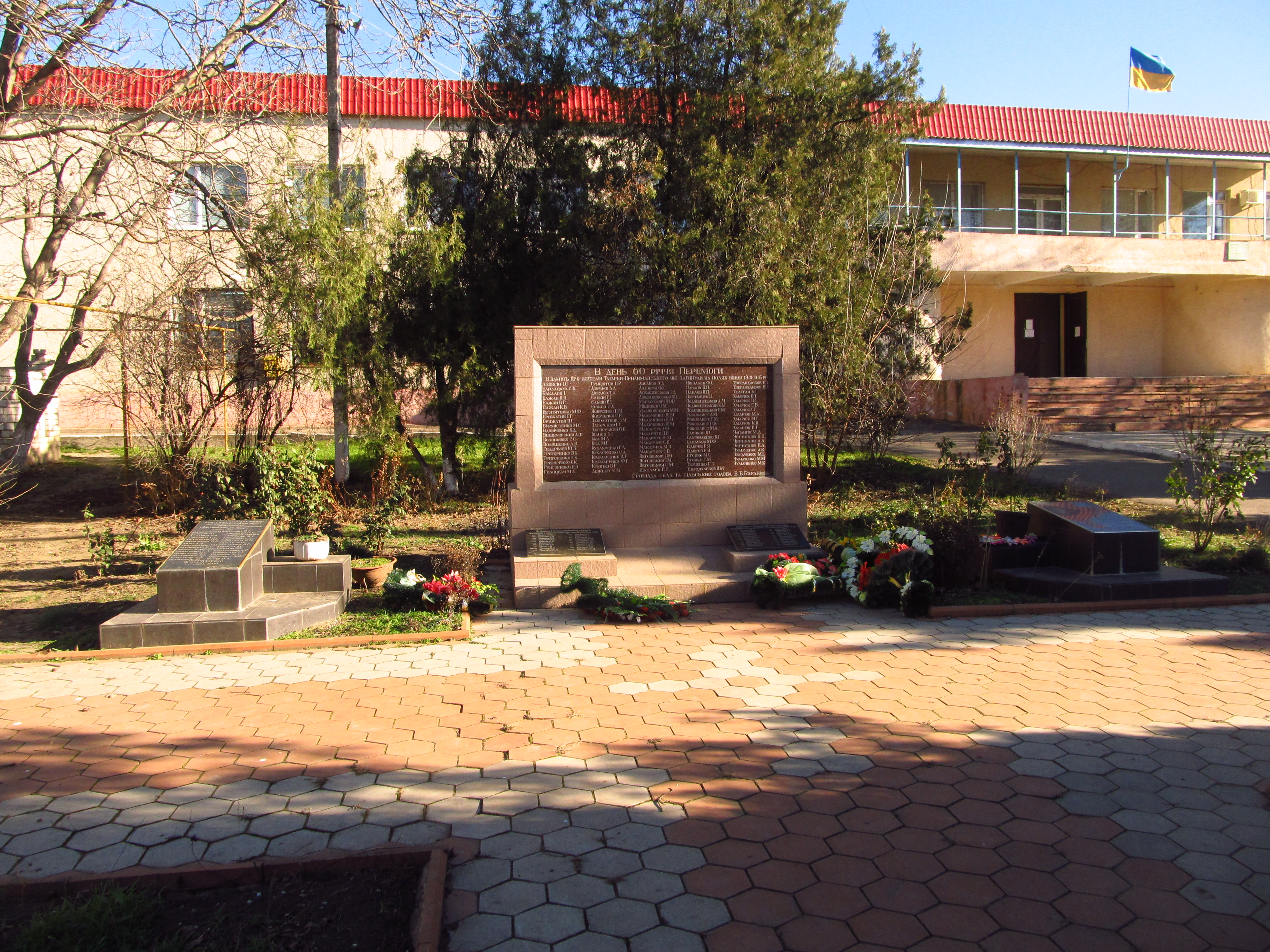
Монумент воїнам-односельцям, загиблим у роки Другої Світової війни

Перша згадка хуторів у Татарській балці належить до 1791 року (на ділі до 1793 року). На 1802 рік Татарка вже було слободою (селом). До 1917 року село входить до складу Одеського градоначальництва.
У липні 1919 року мешканці села Татарка підтримали антибільшовицьке повстання українських селян та німецьких колоністів, викликане продрозкладкою та насильницькою мобілізацією до Червоної армії.
Під час організованого радянською владою Голодомору 1932—1933 років помер щонайменше 51 житель села.
У травні 1942 року (за іншими даними, 1943 року) румунська окупаційна влада створила комісію для вивчення знайдених біля Татарки масових поховань радянських громадян, розстріляних НКВС СРСР. У праці комісії брали участь одеські патологоанатоми К. Шапочкін та Фідловський, а також румунський доктор Александру Біркле, який також брав участь у розслідуванні Катинського та Вінницького розстрілів.
Колищній орган місцевого самоуправління — Прилиманська сільська рада.

## Політика

### Парламентські вибори, 2019
На позачергових парламентських виборах 2019 року у селі функціонували окремі виборчі дільниці № 510703 і 510704, розташовані у приміщеннях будинку культури і школи відповідно.
Результати
- зареєстровано 3952 виборці, явка 43,29%, найбільше голосів віддано за «Слугу народу» — 56,76%, за «Опозиційну платформу — За життя» — 17,82%, за Партію Шарія — 5,07%.[4] В одномандатному окрузі найбільше голосів отримав Сергій Колебошин (Слуга народу) — 49,67%, за Василя Гуляєва (самовисування) — 15,06%, за Сергія Боба (Опозиційна платформа — За життя) — 11,80%[5].

## Населення
Згідно з переписом УРСР 1989 року чисельність наявного населення села становила 5581 особа, з яких 2586 чоловіків та 2995 жінок.
За переписом населення України 2001 року в селі мешкала 3851 особа.

### Мова
Розподіл населення за рідною мовою за даними перепису 2001 року:
| Мова       | Відсоток |
| ---------- | -------- |
| українська | 73,39 %  |
| російська  | 24,04 %  |
| румунська  | 0,65 %   |
| болгарська | 0,57 %   |
| гагаузька  | 0,39 %   |
| білоруська | 0,16 %   |
| єврейська  | 0,03 %   |
| інші       | 0,77 %   |

## Символіка
Герб і прапор с. Прилиманське затверджений рішенням сільської ради від 15 липня 2009 року № 693-V.
Герб: Щит синій. Срібна балка (пояс). У верхньому полі золотий козацький хрест, у нижньому — золотий місяць. Прапор повторює зображення з герба.
Золотий козацький хрест вказує на розташування селища в стародавньому козацькому краю. Срібний місяць нагадує про стару назву селища «Татарка». Срібна хвиляста балка — схема історичного рельєфу місцевості: улоговина, якою свого часу текла річка, притока Дністра.
Автори герба: С.Аргатюк і П.Бондаренко.

## Банківські установи
- Ощадбанк (відділення Укрпошти)

## Транспорт

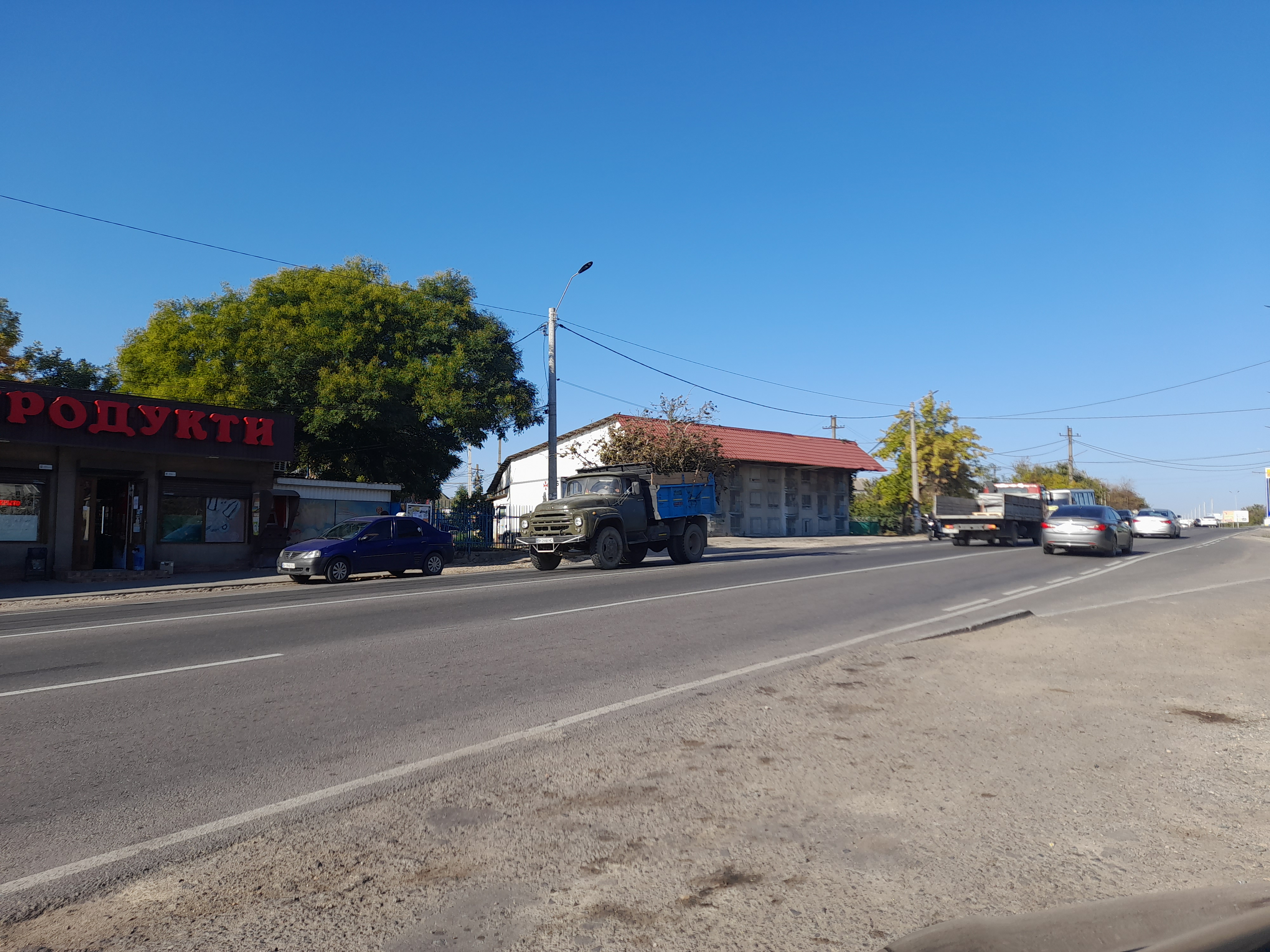
Автошлях Н 33, що проходить через центр села

Автомобільний транспорт — основний у селищі. Маршрутне таксі приблизно щопівгодини вирушає до Одеси. З Одеси маршрутне таксі вирушає від ринку «Привоз».
Також підходить будь-який транзитний транспорт у напрямках Овідіополь і Білгород-Дністровський.
Відстань до Овідіополя — 25 км, до Одеси — 11 км.

## Освіта
У селі працює ЗЗСО «Прилиманський ліцей».

## Спорт
При школі є гуртки для дітей, танці, карате, фітнес для дорослих. У вихідні на стадіоні за сільрадою проводяться змагання з футболу.

### Бібліотеки
- Сільська в будівлі сільської ради
- Шкільна

## Зайнятість населення
Через близькість обласного центру Одеса і найбільшого ринку півдня України «Сьомий кілометр» значна частина населення працевлаштована там.